# Herbier de la France
Herbier de la France (abreviado Herb. France) es un libro con ilustraciones y descripciones botánicas que fue escrito por el médico y botánico francés Jean Baptiste François Pierre Bulliard. Fue publicado en 13 volúmenes en los años 1791-1798 con el nombre de Herbier de la France, ou collection complette des plantes indigenes de ce Royaume.

## Publicación
- Volumen n.º 1 Páginas nºs:   1-48
- Volumen n.º 2 Páginas nºs:   49-96
- Volumen n.º 3 Páginas nºs:   97-144
- Volumen n.º 4 Páginas nºs:   145-192
- Volumen n.º 5 Páginas nºs:   189-336
- Volumen n.º 6 Páginas nºs:   193-240
- Volumen n.º 7 Páginas nºs:   241-288
- Volumen n.º 8 Páginas nºs:   337-384
- Volumen n.º 9 Páginas nºs:   385-432
- Volumen n.º 10 Páginas nºs:   433-480
- Volumen n.º 11 Páginas nºs:   481-528
- Volumen n.º 12 Páginas nºs:   529-576
- Volumen n.º 13 Páginas nºs:   577-600